# Onthophagus coracinoides
Onthophagus coracinoides är en skalbaggsart som beskrevs av Kabakov 1983. Onthophagus coracinoides ingår i släktet Onthophagus och familjen bladhorningar. Inga underarter finns listade i Catalogue of Life.